# La Courneuve – 8 Mai 1945 (Métro Paris)

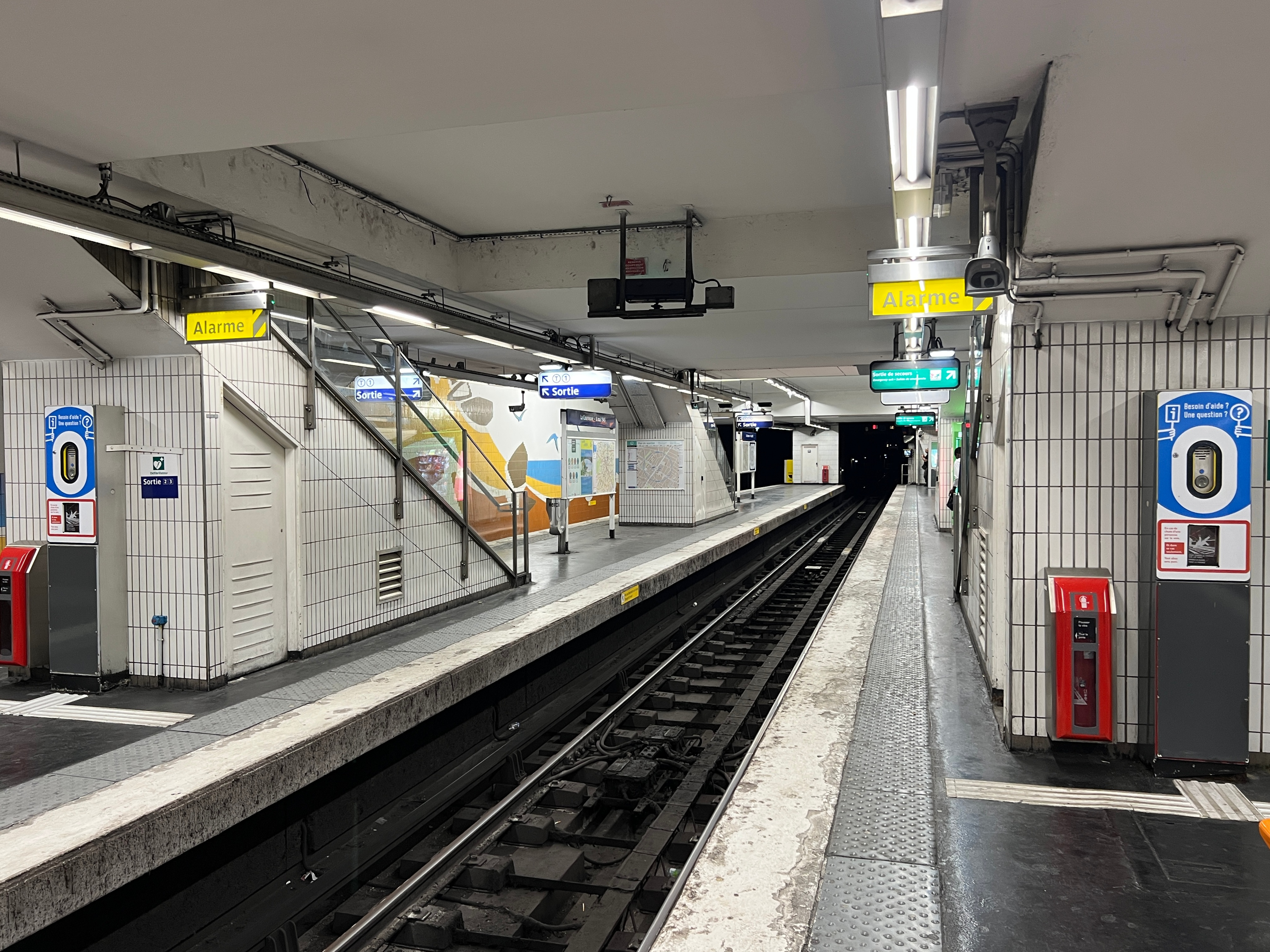
Von den Mittelbahnsteigen flankiertes mittleres Gleis

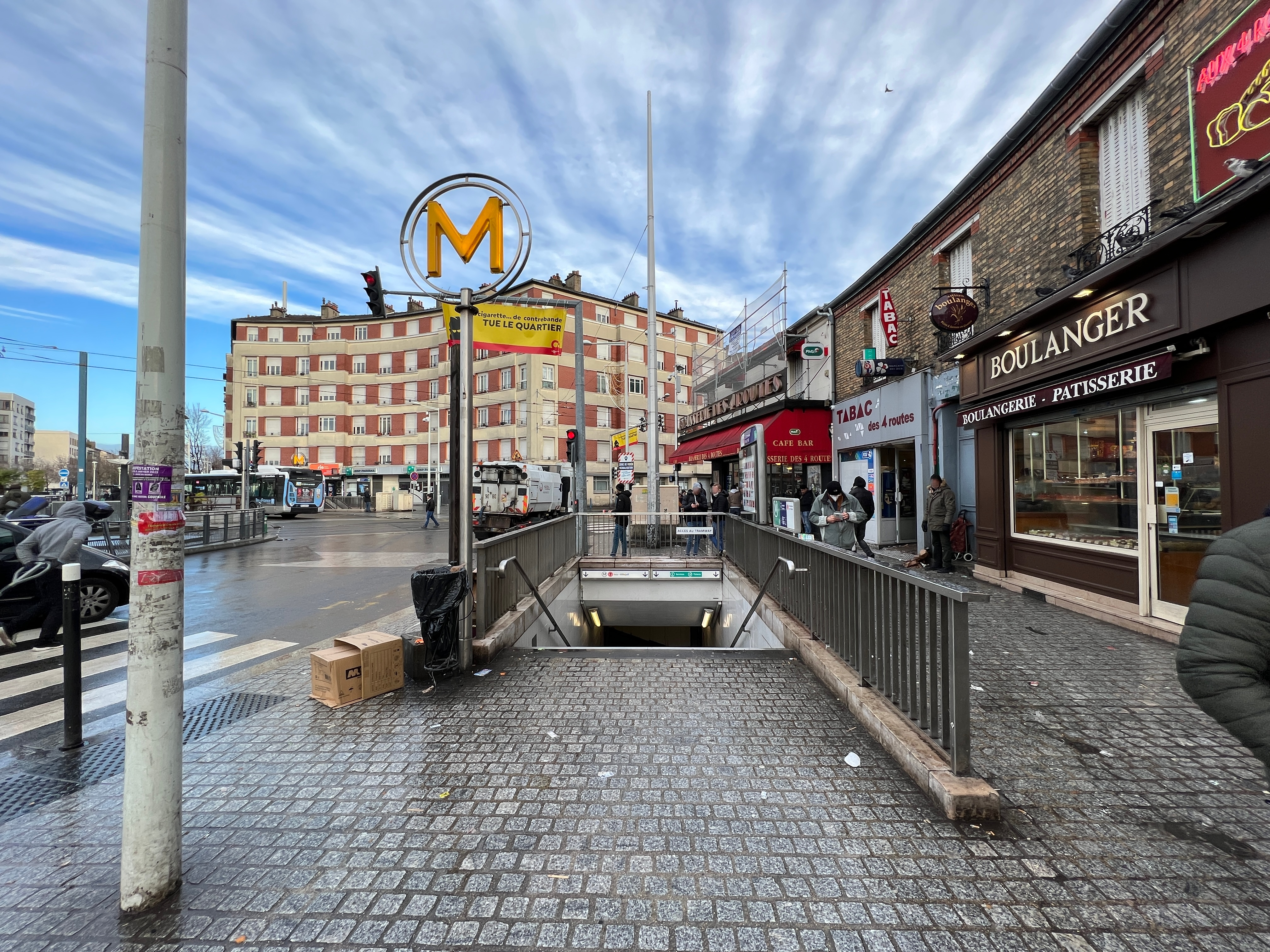
Einer der Zugänge an der Place du 8 Mai 1945

La Courneuve – 8 Mai 1945 [la kuʁnœv ɥit mɛ milnœfsɑ̃kaʁɑ̃tsɛ̃k] ist ein U-Bahnhof der Pariser Métro. Er ist der nördliche Endpunkt der Linie 7, an der gleichnamigen oberirdischen Straßenbahnhaltestelle besteht eine Umsteigemöglichkeit zur Linie 1 der Pariser Straßenbahn.

## Lage
Der  unterirdische Station befindet sich im Pariser Vorort La Courneuve unterhalb der Avenue Paul Vaillant-Couturier und der Place du 8 Mai 1945.

## Name
Die Industriestadt La Courneuve ist der Hauptort des gleichnamigen Kantons. Ihr Name bezieht sich auf die lateinische Bezeichnung Cohortes nova (neuer umfriedeter Raum) für das einstige Dorf.
Der 8. Mai 1945 war der Tag der Kapitulation der deutschen Wehrmacht und somit der Befreiung Europas vom Nationalsozialismus. Unweit der Station lag das Sammellager Drancy, wo während der deutschen Besetzung Frankreichs im Zweiten Weltkrieg fast 59.000 französische Juden interniert und anschließend in Vernichtungslager deportiert wurden.

## Geschichte und Beschreibung
Die Station wurde am 6. Mai 1987 eröffnet, als der letzte Abschnitt der Linie 7 von der Station Fort d’Aubervilliers bis dorthin in Betrieb ging. Am 6. Juli 1992 wurde die Haltestelle der Straßenbahnlinie 1 in Betrieb genommen.
Die Station weist drei Gleise an zwei Mittelbahnsteigen auf, nördlich schließt eine dreigleisige Wende- und Abstellanlage an. Vier Ausgänge münden auf die Gehsteige der Place du 8 Mai 1945, vier weitere führen zur Straßenbahnhaltestelle auf der Mittelinsel des kreisrunden Platzes.